# Pará
Il Pará è una delle 27 unità federative del Brasile, si trova nella Regione Nord e la sua capitale è il comune di Belém, essendo il secondo stato più grande del paese in termini di estensione territoriale, con una superficie di 1.245.870.798 km². , costituendo la tredicesima suddivisione più grande del mondo. È più grande della regione del sud-est brasiliano, con i suoi quattro stati, e leggermente più piccola dello stato nordamericano dell'Alaska. È suddiviso in 144 comuni, che hanno una superficie media di 8.651.881 km². Il più grande di questi è Altamira con 159.533 km², il quinto comune più grande del mondo e il comune più grande del Brasile; la più piccola è Marituba, con 103 km².

## Geografia fisica
Il Pará ha a nord-ovest un confine internazionale con la Guyana e il Suriname, a nord confina con lo Stato dell'Amapá, a nord-est si affaccia sull'Oceano Atlantico, a est confina con gli Stati del Maranhão e di Tocantins, a sud con il Mato Grosso e a ovest con gli Stati dell'Amazonas e di Roraima.
Il Pará è costituito da un territorio pianeggiante nella zona centrale che corrisponde al bacino inferiore del Rio delle Amazzoni e al suo delta. Nella parte meridionale è caratterizzato dalle prime alture del Massiccio Centrale mentre in quella settentrionale dalle alture del Massiccio della Guyana. Numerosi sono i fiumi oltre al Rio delle Amazzoni, tra questi lo Xingu e il Tocantins.
Lo Stato è attraversato da due fusi orari.

## Economia

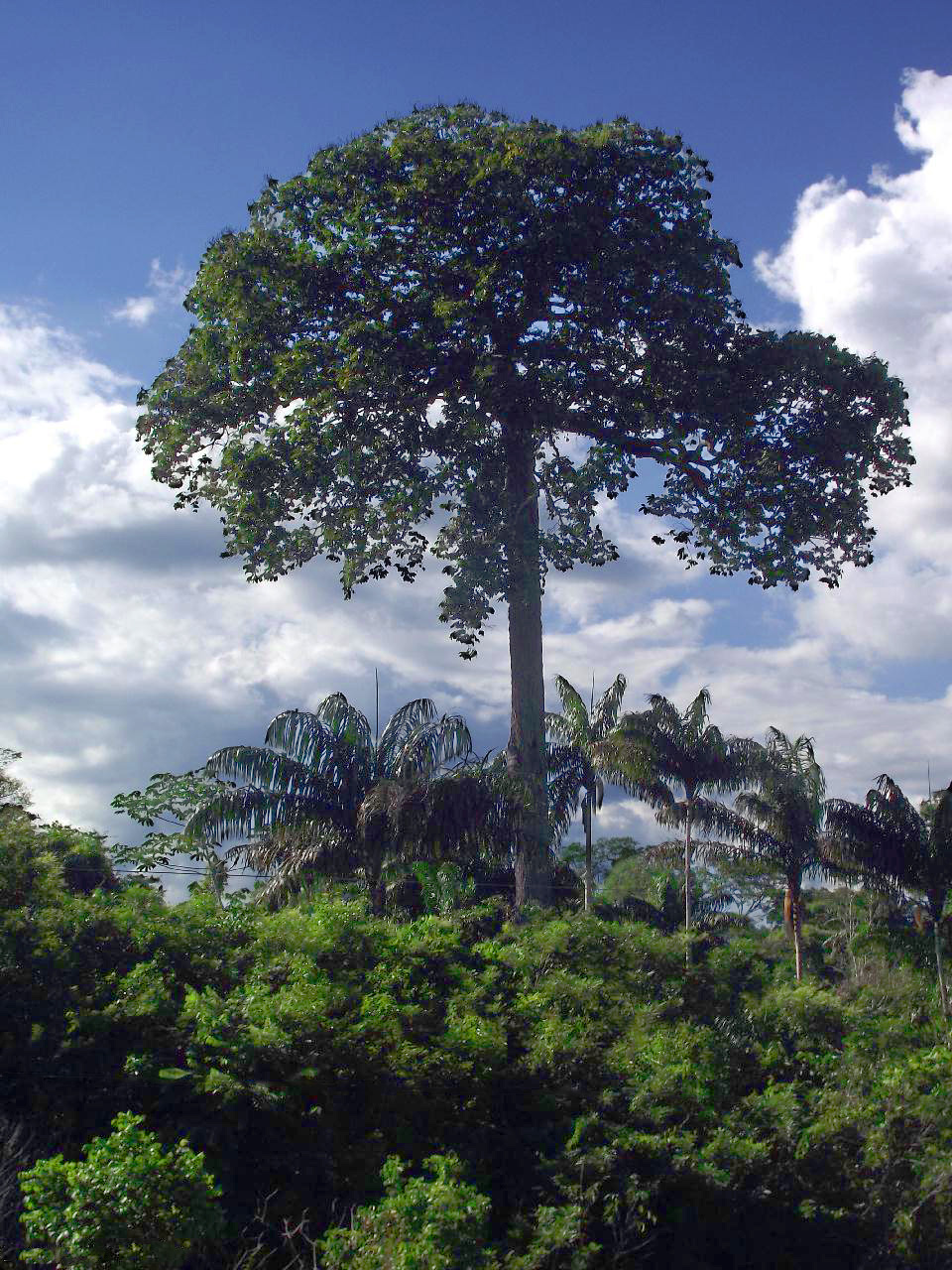
Castagna in Pará

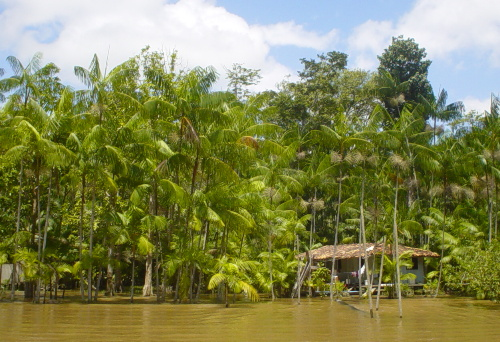
Acai in Pará

Lo Stato ha importanti industrie estrattive (ferro, manganese, nichel, bauxite, oro, stagno). In particolare il Pará ha uno dei giacimenti di minerali ferrosi più grande al mondo per lo sfruttamento dei quali è stato avviato il Projeto Grande Carajàs con finanziamenti americani.
La miniera della Serra Pelada è uno dei più grandi giacimenti d'oro al mondo. Oggi è in via di esaurimento per lo sfrenato sfruttamento degli ultimi anni da parte dei garimpeiros. Negli anni di più intenso sfruttamento nella Serra Pelada vi erano più di 150.000 concessioni personali per l'estrazione dell'oro.
Lo sfruttamento delle foreste è un'altra attività importante per il Pará.
Le colture principali sono: canna da zucchero, riso, tabacco, cotone, cacao, manioca. L'allevamento bovino e suino è molto diffuso. 
Sull'isola deltizia di Marajó è diffuso l'allevamento dei bufali.
Belém è un importante porto ed è il centro commerciale più importante dell'area nord-est del Brasile.
Il Pará è il più grande produttore di manioca, açaí, ananas e cacao in Brasile ed è tra i più grandi in Brasile nella produzione di pepe nero (2 ° posto), cocco (3 ° posto) e banana (6 ° posto), oltre a produrre soia e noce del Brasile.
Nella produzione manioca, il Brasile ha prodotto un totale di 17,6 milioni di tonnellate nel 2018. Il Pará è stato il più grande produttore del paese, con 3,8 milioni di tonnellate.
Nel 2019, Pará ha prodotto il 95% di açaí in Brasile. Lo stato ha scambiato più di 1,2 milioni di tonnellate di frutta, per un valore di oltre 1,5 trilioni di dollari, circa il 3% del PIL dello stato.
Nel 2018, il Pará è stato il più grande produttore brasiliano di ananas, con 426 milioni di frutti raccolti da quasi 19.000 ettari. Nel 2017 il Brasile è stato il terzo produttore mondiale (circa 1,5 miliardi di frutti raccolti su circa 60.000 ettari). È il quinto frutto più coltivato del Paese. Il sud-est del Pará ha l'85% della produzione statale: le città di Floresta do Araguaia (76,45%), Conceição do Araguaia (8,42%) e Salvaterra (3,12%) hanno guidato la classifica quest'anno. Floresta do Araguaia ha anche la più grande industria di succhi di frutta concentrati in Brasile, che esporta nell'Unione Europea, negli Stati Uniti e nel Mercosur.
Nella produzione di cacao, Pará ha gareggiato con Bahía per la leadership nella produzione brasiliana. Nel 2017 Pará ha ottenuto la leadership per la prima volta. Nel 2019, la gente del Pará ha raccolto 135.000 tonnellate di cacao e i bahiani ne hanno raccolte 130.000. L'area del cacao di Bahia è praticamente tre volte quella del Pará, ma la produttività del Pará è praticamente tre volte maggiore. Alcuni fattori che spiegano questo sono: i raccolti a Bahia sono più estrattivi, e quelli del Pará hanno uno stile più moderno e commerciale, oltre ai Paraenses che usano semi più produttivi e resistenti, e la loro regione offre resistenza a scopa della strega.
Il Pará è il secondo più grande produttore brasiliano di pepe nero, con 34.000 tonnellate raccolte nel 2018.
Il Pará è anche uno dei maggiori produttori brasiliani di cocco. Nel 2019, è stato il terzo più grande produttore del paese, con 191,8 milioni di frutti raccolti, superati solo da Bahía e Ceará.
Noce del Brasile è sempre stato uno dei principali prodotti di estrazione nel nord del Brasile, con raccolta dal suolo della foresta. Tuttavia, negli ultimi decenni, è stata creata la coltivazione commerciale del castagno. Esistono già proprietà con più di 1 milione di castagni per la produzione su larga scala. Le medie di produzione annuale in Brasile variavano tra 20.000 e 40.000 tonnellate all'anno nel 2016.
In soia, nel raccolto del 2019, il Pará ha raccolto 1,8 milioni di tonnellate.
Nel 2018, nella produzione nazionale di banana, il Pará si è classificato al sesto posto nel paese.
Nel 2018, il Pará aveva la quinta mandria di carne bovina in Brasile, con 20,6 milioni di capi di bestiame. La città di São Félix do Xingu è il più grande capo di bestiame del paese, con 2,2 milioni di animali. Marabá è la sesta città più grande del paese per numero, con 1 milione di animali. Nella classifica delle prime 20 mandrie, Pará ha sette nomi. In parte ciò è dovuto al fatto che i comuni del Pará hanno un territorio gigantesco..

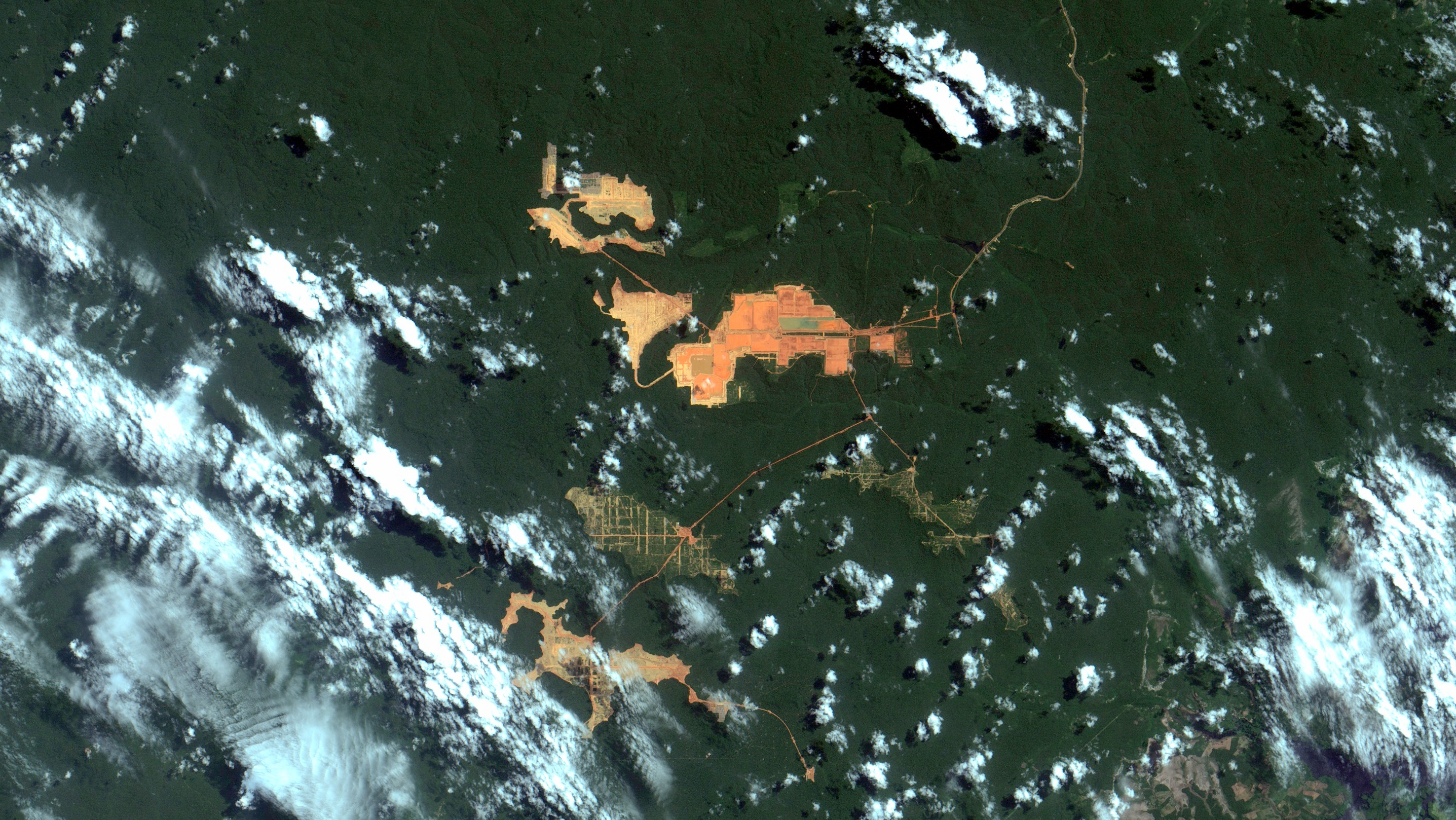
Estrazione di bauxite in Pará

Nel 2017, nel settore del minerale ferro, il Pará è stato il secondo produttore nazionale, con 169 milioni di tonnellate (dei 450 milioni prodotti dal paese), con un valore di R $ 25,5 miliardi. In rame, il Pará ha prodotto quasi 980.000 tonnellate (degli 1,28 milioni di tonnellate in Brasile), per un valore di 6,5 miliardi di R $. In alluminio (bauxite), Pará ha prodotto quasi tutta la produzione brasiliana (34,5 su 36,7 milioni di tonnellate) per un valore di 3 miliardi di R $. In manganese, il Pará ha prodotto gran parte della produzione brasiliana (2,3 su 3,4 milioni di tonnellate) per un valore di 1 miliardo di R $. In oro, il Pará è stato il terzo produttore brasiliano, con 20 tonnellate per un valore di R $ 940 milioni. In nichel, Goiás e Pará sono gli unici due produttori del paese, con Pará che è il secondo in produzione, avendo ottenuto 90.000 tonnellate per un valore di R $ 750 milioni. In stagno, il Pará è il terzo produttore (4,4 mila tonnellate, per un valore di 114 milioni di R $). Il Pará deteneva il 42,93% del valore della produzione mineraria commercializzata in Brasile, con quasi 38 miliardi di R $.
A causa della vicinanza delle miniere di minerale di ferro, Siderúrgica Norte Brasil (Sinobras) è stato creato in Marabá. Nel 2018 l'acciaieria ha prodotto 345.000 tonnellate di acciaio grezzo, dei 35,4 milioni prodotti nel Paese.
Nel 2017, il Pará ha registrato un PIL industriale di 43.800 milioni di R $, pari al 3,7% dell'industria nazionale. Impiega 164.989 lavoratori nel settore. I principali settori industriali sono: estrazione di minerali metallici (46,9%), servizi pubblici di servizi industriali, come elettricità e acqua (23,4%), edilizia (14,8%), metallurgia (4,3%) e cibo (4,3%). Questi 5 settori concentrano il 93,7% dell'industria statale.
L'industria è più concentrata nella regione metropolitana di Belém, con i distretti industriali di Icoaraci e Ananindeua, ed è stata consolidata anche in comuni come Marituba, Barcarena e Marabá attraverso investimenti nella verticalizzazione dei minerali estratti, come bauxite e ferro, che, se beneficiato, aggiunge valore trasformandosi in alluminio e acciaio nello Stato stesso. Per le caratteristiche naturali della regione, anche le industrie del legno e del mobile si distinguono come rami forti dell'economia, con un centro del mobile installato nel comune di Paragominas.

## Città
Le città sono per la maggior parte situate sulla costa atlantica o lungo il corso dei fiumi. La capitale è Belém fondata dai portoghesi nel 1616. A metà strada tra Belém e Manaus sorge l'importante porto fluviale di Santarém.
Le città principali nel 2004 risultano essere:

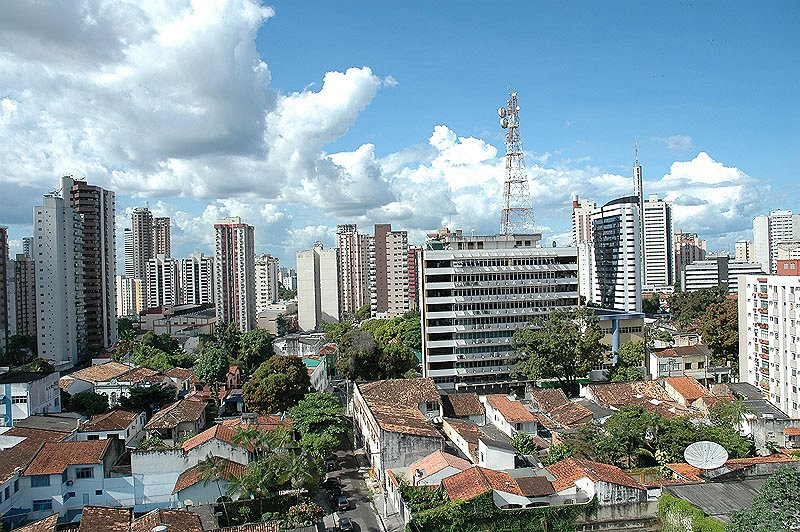
La città di Belém

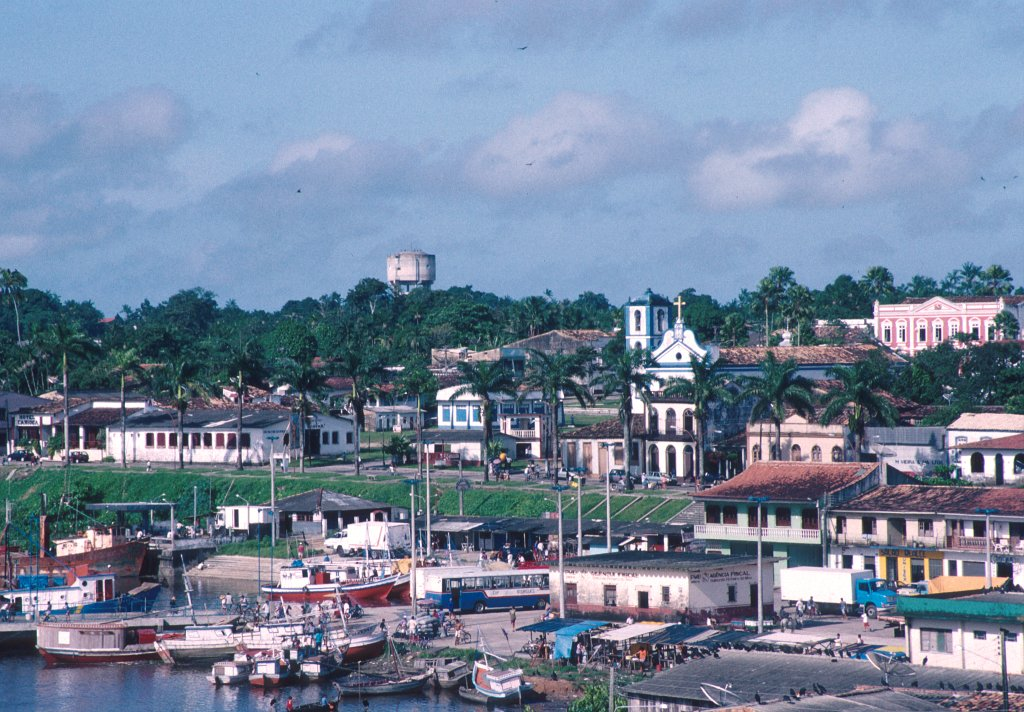
Panorama della città di Bragança con la chiesa di São Benedito

- Belém - 1.386.482 abitanti
- Ananindeua - 468.463 abitanti
- Santarém - 272.237 abitanti
- Marabá - 191.508 abitanti
- Castanhal - 151.668 abitanti
- Abaetetuba - 129.300 abitanti